# إرفين ماديلونغ
إرفين ماديلونغ (بالألمانية: Erwin Madelung) هو فيزيائي ألماني وُلِدَ في بون في 18 مايو 1881 وتوفي في فرانكفورت في 1 اغسطس/آب 1972.

## دراسته وعمله ومنجزاته
تلقَّى إرفينُ تعليمَهُ الثَّانويَ في روستوك وستراسبورغ. ودرسَ الفيزياء في مُدُن كيل وزيورخ وستراسبورغ، وحصلَ على الدُّكتوراه سنة 1905 في غوتينبيرغ تحت إشرافِ هرمان تيودور سيمون. اختص إرفين مادلونغ في الفيزياء الذرية والفيزياء الكمية، وقام بتطوير معادلات مادلونغ والتي تعتبر شكل بديل لمعادلة شرودنغر. تُنسبُ إليهِ ثابتةُ ماديلونغ في دراسة البلورات الأيونية، التي قام بتطويرها عندما صارَ بروفيسوراً في غوتينبيرغ بعدَ سنة 1912. أثناءَ الحرب العالمية الأولى، اشتغلَ إرفين مع الطاقم العلمي للَجنة فحص المدفعيَّة، أو ما يُعرف بالألمانية ب الAPK، وهي سلطة عسكرية مسؤولة عن ما يتعلَّقُ بتطويرِ المِدفـعِيَّة واقْتِنائِها وتجريبـِـها.

## عائلته
أبوهُ أوطو فيلهلم مادلونغ، كانَ طبيباً وجرَّاحاً ألمانياً. أخوهُ الأكبر كان كيميائياً والأصغر مهندساً في مجال الملاحة الجوية. جديرٌ بالذِّكر أن ابنهُ أوتفريد مادلونغ بروفيسور الفيزياء النظرية في جامعة ماربورغ في ولاية هسن، ألمانيا.